# Sugammadex
Sugammadex (denominació Org 25969, marca comercial Bridion) és un producte nou que serveix per revertir el bloqueig neuromuscular provocat pel rocuroni a l'anestèsia general. És el primer fàrmac que s'uneix selectivament al relaxant (SRBA: selective relaxant binding agent).
El 3 de gener de 2008 Schering-Plough va presentar una sol·licitud d'un nou medicament a la "Food and Drug Administration" (FDA) dels Estats Units d'Amèrica per al sugammadex. Però la FDA va rebutjar la sol·licitud l'agost d'aquell any.
Posteriorment es va aprovar a la Unió Europea el 29 de juliol de 2008.

## Estructura química i mecanisme d'acció
Sugammadex és una γ-ciclodextrina modificada, amb un nucli lipòfil i una perifèria hidròfila. Aquesta γ-ciclodextrina s'ha modificat des del seu estat natural afegint-hi 8 grups carboxil tioèter a les posicions del carboni 6. Aquestes extensions augmenten la mida de la cavitat i això permet una major encapsulació de la molècula de rocuroni. A més, aquestes extensions, carregades negativament, s'uneixen electroestàticament al grup amoni carregat positivament i al mateix temps contribueixen a la naturalesa aquosa de la ciclodextrina. La unió i encapsulació del sugammadex al rocuroni és una de les més fortes entre les ciclodextrines i les seves molècules hostes. La molècula de rocuroni (un esteroide modificat) unida dins del nucli lipòfil del sugammadex no pot unir-se al receptor de l'acetilcolina en la unió neuromuscular.
| Esquema d'una molècula de sugammadex encapsulant-ne una de rocuroni |  | Model tridimensional d'una molècula de sugammadex |

## Indicacions
El principal avantatge de sugammadex és que reverteix el bloqueig neuromuscular per una via diferent de la inhibició de l'acetilcolinesterasa. Per tant, no causa la inestabilitat autonòmica produïda per les anticolinesterases com la neostigmina i no cal administrar antimuscarínics com l'atropina. La seva administració, doncs, s'associa a una major estabilitat cardiovascular i autonòmica que la reversió pels agents tradicionals.
Quan es necessita un blocador neuromuscular d'inici d'acció ràpid i una durada curta, sovint es prefereix la succinilcolina. La seva curta durada és un avantatge quan no s'està segur d'aconseguir la intubació endotraqueal. Alguns inconvenients de la succinilcolina com per exemple les alteracions electrolítiques, com la hiperpotasèmia, o altres efectes adversos cardiovasculars greus la fan a vegades poc aconsellable. La introducció del sugammadex farà que el rocuroni també es pugui utilitzar en aquestes situacions poc freqüents, ja que el rocuroni té un inici d'acció raonablement curt amb dosis altes i el sugammadex aboleix els efectes del rocuroni fent-lo d'acció tan curta com la succinilcolina, si es necessita revertir l'efecte.
A Europa, s'ha portat a terme un estudi dirigit a valorar la seva idoneïtat en la seqüència d'inducció ràpida. Va concloure que sugammadex proporciona una reversió ràpida i dosi-depenent del bloqueig neuromuscular induït per altes dosis de rocuroni.
El sugammadex també té certa afinitat per als blocadors neuromusculars aminoesteroidals vecuroni i pancuroni. Malgrat que l'afinitat del sugammadex per al vecuroni és inferior que per al rocuroni, la reversió del vecuroni també és efectiva perquè in vivo, per un bloqueig equivalent, hi ha un nombre inferior de molècules de vecuroni. El vecuroni és aproximadament set vegades més potent que el rocuroni i, per tant, necessita menys molècules per induir el bloqueig. El sugammadex encapsula amb una proporció d'1 a 1 i, per tant, revertirà adequadament el vecuroni, ja que, comparat amb el rocuroni, hi ha menys molècules per inhibir. El sugammadex ha revertit adequadament el bloqueig superficial per pancuroni en assajos clínics en estadi III.

## Farmacocinètica
El sugammadex no s'uneix a les proteïnes plasmàtiques, no es metabolitza i s'elimina, unit a rocuroni o no, per via renal. Té un volum de distribució d'11 a 14 litres. El temps de mitja vida és d'1,8 hores.

## Dosificació
La dosi de sugammadex que es necessita per revertir el bloqueig de rocuroni o vecuroni és diferent segons el nivell de bloqueig neuromuscular existent. S'aconsella, doncs, monitorar el bloqueig neuromuscular.
Si s'ha recuperat la segona resposta del tren de quatre, amb 2 mg/kg de sugammadex es reverteix el bloqueig a una ràtio T4/T1 de 0,9 en uns 2 minuts.
Si hi ha 1 o 2 respostes de contatge postetànic, una dosi de 4 mg/kg de sugammadex revertirà el bloqueig a una ràtio T4/T1 de 0,9 en uns 3 minuts.
Per a la reversió immediata del bloqueig d'1,2 mg/kg de rocuroni (intubació de seqüència ràpida) es recomana una dosi de sugammadex de 16 mg/kg. Si s'administra als 3 minuts d'haver injectat el rocuroni, és d'esperar una recuperació de la ràtio T4/T1 a 0,9 en aproximadament 1,5 minuts.

## Interaccions
Sugammadex pot disminuir l'efectivitat d'alguns anticonceptius hormonals.

## Efectes secundaris i adversos
Disgèusia. Reaccions al·lèrgiques, poc freqüents (freqüència ≥1/1000 a <1/100).

## Contraindicacions
Al·lèrgia al sugammadex. No es recomana sugammadex en casos d'insuficiència renal greu (aclariment de creatinina menor de 30 ml/min) ni d'hemodiàlisi.

## Advertiments
Sugammadex només ha de ser administrat per o sota la supervisó d'un anestesiòleg.
Pot aparèixer un fenomen de recurarització, recurrència del bloqueig neuromuscular, si l'agent reversor s'elimina abans que el blocador neuromuscular. Això és molt rar excepte per als fàrmacs blocadors neuromusculars de llarga durada com la gallamina, pancuroni o tubocurarina. Amb sugammadex rarament s'ha demostrat la recurarització; només quan s'han utilitzat dosis insuficients.
Una vegada administrat sugammadex, es recomana respectar un període de 24 hores abans d'utilitzar novament rocuroni o vecuroni. Si abans de les 24 hores es necessita altra vegada un bloqueig neuromuscular, es pot utilitzar un relaxant no esteroidal.